# Japonský příkop
Japonský příkop je hlubokomořský příkop v západní části Tichého oceánu. Leží zhruba 200 km východně od severní poloviny japonského ostrova Honšú. Od hory Erimo míří k jihozápadu, ale záhy se stáčí k jihojihozápadu a ve druhé polovině se opět stáčí k jihozápadu. Je 800 km dlouhý. Na severu navazuje na Kurilský příkop, na jihu na Boninský příkop. Dosahuje hloubky 8046 metrů.
Tichomořská deska se v Japonském příkopu podsunuje pod ochotskou desku. Na subdukční zónu jsou vázána zemětřesení a tsunami, například zemětřesení a tsunami v Tóhoku 2011.
Při průzkumu Japonského příkopu dosáhla japonsko-britská expedice v trojmístném plavidlu Shinkai 6000 hloubky 6526 metrů. V říjnu 2008 japonsko-britská expedice natočila v hloubce 7,7 km hejno ryb druhu Pseudoliparis amblystomopsis. Jsou to nejhlouběji natočené žijící ryby.